# كارلوس إيزيتا
كارلوس إيزيتا (بالإسبانية: Carlos Ezeta) (و. 1852 – 1903 م) هو سياسي من السلفادور، تولى منصب رئيس السلفادور.